# Измайлов, Иван Петрович
Ива́н Петро́вич Изма́йлов (1667—1754) — генерал-поручик и губернатор из рода Измайловых.

## Биография
Брат дипломата Андрея Измайлова, дядя Л. В. Измайлова, известного своим путешествием в Китай.
В 1697 году комнатный стольник Иван Измайлов был отправлен Петром I за границу учиться военным и морским наукам. Вернувшись, служил в гвардии.
С 1716 по 1722 гг. — московский обер-комендант. В 1726 году был произведён в генерал-майоры и назначен архангельским губернатором, однако потерял должность из-за того, что прислал в соловецкий каземат вино и лимоны ссыльному П. А. Толстому, которого знал ещё по пребыванию за границей.
В сентябре 1727 — феврале 1728 г. И. П. Измайлов формально числился воронежским губернатором, хотя в Воронеж не приезжал и в управление делами реально не вступал.
В 1728 году Измайлов был назначен обер-гофмаршалом при дворе царицы  Евдокии Фёдоровны и через год получил орден св. Александра Невского. До 1735 управлял Астраханской губернией. В этой должности признал калмыцким ханом известного Дондук-Омбо.
Вступив в 1741 году на престол, Елизавета Петровна вспомнила про Измайлова, заведовавшего при её отце московским Кремлём, и пожаловала его в генерал-поручики, хотя он давно жил в отставке. Измайлов умер в 1754 году в глубокой старости.

## Семья
Был дважды женат (1-я: Акулина Матвеевна Прокудина; 2-я: Анастасия Фёдоровна Вердеревская) и от обоих браков имел шестерых детей:
1. Анна — в замужестве за князем Александром Яковлевичем Урусовым (169? — после 1727)
2. Александр — полковник, потомства не имел.
3. Василий (1717—1798) — полковник, от брака с Марфой Николаевной Ивановой (1733—1800) имел трёх дочерей и шесть сыновей, среди которых Владимир.
4. Иван — генерал-майор, командир Петербургского карабинерного полка. От брака с княжной Евдокией Ивановной Одоевской дочь Анастасия (1769—1807), жена князя И. И. Одоевского (1742—1806)[3].
5. Сергей (1722—82) — тайный советник, нижегородский губернатор.
6. Пётр (1724—1807), в 1762 г. едва не сорвал заговор Екатерины, треть века пребывал в опале, после смерти Екатерины произведён из отставных капитанов гвардии прямо в генерал-лейтенанты.